# 廖駿雄
廖駿雄（英語：Houston Liu Tsun-hung，1960年8月17日—2024年5月18日），藝名駿雄，香港男演員，畢業於第8期無綫電視藝員訓練班，曾於1979年至1997年間簽約為無綫電視旗下藝員，1990年代末往後專注於商界發展，及至2010年代以自由身身份復出接拍影視作品。

## 生平
廖駿雄早年在新界上水長大，是香港四大家族─廖氏家族後人，父親廖潤琛是前上水鄉村長及新界鄉議局前第一副主席，家有合共11名兄弟姊妹。廖駿雄小時候常到金魚池或田野間遊玩，就讀鳳溪小學（現為鳳溪創新小學及鳳溪第一小學）及鳳溪第一中學。中學畢業後由父親介紹到校巴車行當學徒，但因害怕接觸英語而作罷。未幾於1978年再獲父親穿針引線，聯絡無綫電視新聞部高層，繼而被安排入讀無綫電視第8期藝員訓練班，同期同學計有湯鎮業、李成昌、魯振順、艾威、陳安瑩等人。他1979年從訓練班畢業，入行初年參與拍攝《歡樂今宵》的片頭歌曲錄像。而首部參演之劇集是《鹽梟》。由於一次電視台聯絡員錯誤地聯絡廖駿雄而非廖偉雄前往參與劇務會議，廖駿雄自此從1983年選擇改用「駿雄」作藝名。
1997年約滿無綫電視後，廖駿雄原計劃到馬來西亞發展演藝市場。卻因亞洲金融風暴令馬來西亞市場萎縮，加上當年身在當地歐瑞偉建議不要到當地發展而決定轉行。廖駿雄最後一部參演的電視劇是《鹿鼎記》，最為人所熟悉的作品是《天師執位》中的「大粒墨」胡一招。不久在社會經濟不景氣的情況下，他仿效朋友，於九龍城侯王道及何文田梭椏道開設二手物品店，以低價把破產/從香港撤出的公司或樓宇業主的單位舊物收購，再轉售獲利，曾被電視台採訪營商經驗。後來礙於個人問題把所得資產蝕了大部分，他唯有到胞姊任職的公司上班。期間發覺該公司以將訂單發給浙江外貿公司的方式營運，廖駿雄便獨自前往浙江寧波自設外貿公司，接下胞姊公司的訂單，同時學習舊物翻新技術，為時8年，直至2004年才償還香港所有債務。2002年至2018年間繼續經營「駿雄運輸」公司（1995年開業），2011年正式回到香港生活。
廖駿雄生前曾接手家族的佛堂「德教紫上閣」生意，2010年代開始仍會間中復出參演影視作品。他至2021年被診斷出患有第4期胃癌，接受手術切除一半胃部。2024年初癌症復發，接受化療控制病情之餘，亦須接受膽管手術。同年5月18日，翁靜晶在Facebook公布廖駿雄於當日凌晨在東華醫院病逝，享年63歲。

## 個人生活
廖駿雄的父親廖潤琛為上水鄉紳，曾任新界鄉議局第一副主席、太平紳士，共有十多名子女，廖駿雄是家中孻子。其表哥為演員傅聲（上水鄉紳、新界鄉議局前主席張人龍與元配廖鳳和之子）。另一表哥為第四十五屆香港金銀業貿易場理事長張德熙。廖駿雄有一子一女。兒子廖家爵亦於2019年畢業於第30期無綫電視藝員訓練班，成為該台藝人。

## 演出作品

### 電視劇（無綫電視）
| 年份 | 劇名       | 角色             |
| 1982 | 星塵       | 觀眾 (第20集)    |
| 1983 | 北斗雙雄   | 癲馬             |
| 1983 | 射鵰英雄傳 | 張阿生           |
| 1984 | 天師執位   | 胡一招（大粒癦） |
| 1985 | 薛仁貴征東 | 董逵             |
| 1986 | 倚天屠龍記 | 說不得           |
| 1987 | 成吉思汗   | 阿勒             |
| 1994 | 俠女游龍   | 李龍             |
| 1994 | 射鵰英雄傳 | 扎木合           |
| 1994 | 笑看風雲   | 謝武             |
| 1996 | 天地男兒   | 郭立文           |
| 1997 | 大刺客     | 吳王僚           |

### 電視劇（ViuTV）
| 年份 | 劇名                         | 角色      |
| 2019 | 理想國（單元〈極樂太平山〉） | 露宿者Joe |

### 網絡劇
| 年份 | 劇名 | 角色   |
| 2017 | 反黑 | 高佬忠 |

### 電影
- 猛鬼差館[6]
- 全職殺手
- 毒。誡
- 九龍不敗
- 死因無可疑
- 九龍城寨之圍城
- 邪Mall

## 外部連結
- 廖駿雄在香港影庫上的簡介
- 廖駿雄的Facebook專頁
- 廖駿雄的Instagram帳戶